# Јован из Непомука
Јован из Непомука или Јован Непомук (чеш. Svatý Jan Nepomucký; Непомук, око 1349. — Праг, 20. мај 1393) национални је светац Чешке, светац-заштитник река, мостова, морнара, рибара и млинара воденица. Према предању је мученик печата тајне исповедања.

## Кратка биографија
Рођен је између 1340. и 1350. у месту Непомук у Чешкој, у породици немачко-чешких предака. Детаљи о његовом детињству и родитељима нису сачувани.
Године 1369. постаје царски чиновник бискупске канцеларије у Прагу. Рукоположен је за свештеника 1380. а након тога студира право у Прагу и теологију на универзитету у Падови. Овде постаје доктор канонског закона 1387. године.
У 1389. прашки надбискуп Јохан Јенштеин га именује за свог викара. У то време владао је напет однос између надбискупа Јенштеина и владара Вацлава, чешког краља, Светог цара Рима. Надбискуп је 1392. владару послао писмо жалбе због репресије цркве и свештенства и позвао на решавање конфликта. Краљ уместо да одговори на писмо, одлучио је да успоставом новог епископата умањи економске и верске моћи надбискупата. Овај краљевски план делом је пропао, jer бискупов викар (Јован Непомук) на место игумана бенедиктанског манастира у Кладрау (чеш. Kladruby) није поставио човека кога је краљ желео видети на челу новоуспостављене бискупије. Ово је уздрмало владареву позицију у доминацији над племством, и према главним изворима ово је био разлог да је Јована дао погубити.
Значи главни разлог Јовановог мучеништва, према изворима, јесте његово залагање да сачува интегритет и аутономију цркве од политичке корупције. Према пруском хроничару Јогану фон Посилге (око 1340-1405) Јован је "мученик" а исто стоји и у биографији надбискупа Јенштеина (коју је писао његов капелан) — лат. "gloriosum Christi martyrem miraculisque coruscum" то јест "славни мученик Христов, окружен светлима чуда". Стога се верује да је Јован у Католичкој традицији већ био поштован као светац, ускоро након његове смрти.
Тек из пола века каснијих извора (средина 15. века) сазнајемо да краљев гнев нису изазвали само наведени разлози, већ да је Јован погубљен и због заветовања да не изда тајну исповедања. Наиме, након што се краљица њему исповедала, љубоморни краљ је захтевао да Јован каже шта је жена осумњичена за неверство од тога признала. Да ли се овај други наведени разлог погубљења заиста и догодио, то се не може знати. Историчари једино прихватају чињеницу да је краљ 1393. ухватио и окрутно намучио Јована и на крају са Карловог моста бацио у реку Влтаву.
Због овог начина његове погибије по неким традицијама је он уједно и светац дављеника, а на неким местима такође и рудара и рудара соли. Током векова уз неке руднике соли и у насељима поред њих грађене су цркве и капеле у његову част, а на многим местима подижу му се у знак поштовања споменици.

## Традиција поштовања
У времену чешког барока Јован Непомук је један од најважнијих светаца. Заштитник је Чешке и града Прага. Његова слика у уметности симбол је сакрамента свете исповести (исповеди греха), која на неким местима света прераста у култ од посебног значаја. Од средњег века широм Европе посвећују му се цркве, а нарочито у времену средњоевропског барока подижу му се многи кипови на отвореном (само на Википедијиној остави преко 200 фотографија). У нашем окружењу овај култ је нарочито изражен у Мађарској и у деловима Војводине. Цркава са његовим именом има у Србији (катедрала у Зрењанину, црква у Чешком Селу, поред Беле Цркве), по Хрватској (нпр. у Омишу, Глини, Саборском, Ступнику и Врбовском) и у Словенији (Крањ, Шкофја Лока, Идрија, Горица, Рогашка Слатина итд.) а у Румунији највише у Банату и Ердељу (Арад, Велики Варадин, Сучава, Темишвар, Сибињ). Катедрала у Зрењанину посвећена је Јовану Непомуку. У овим крајевима постоји јака традиција поштовања Непомука, уз реке и речице (поред мостова и прелаза) често се може видети његов лик овековечен у скулптури. У Србији се скулптуре Јана Непомука могу наћи у Суботици, Новом Саду (Петроварадину), Зрењанину, Панчеву... По типичној представи Јован над главом има ореол од пет звездица, стоји у свештеничкој кецељи, са распећем у левој руци и палминим листом (симболом славе) у десној.
Ово поштовање је путем језуитске мисије доспело све до Јужне Америке. Папа Иноћентије XIII прогласио га је блаженим (беатификованим) 31. маја 1721., а Папа Бенедикт XIII 19. марта 1729. светим. У Римокатоличанству његов спомендан је 16. маја.